# Francia metropolitana

La Francia metropolitana

Francia metropolitana (in francese France métropolitaine, a volte abbreviata in Métropole) è il nome con cui è correntemente chiamata la parte europea della Francia, cioè il continente e le isole vicine (nella sponda europea dell'Oceano Atlantico, la Manica e il mar Mediterraneo compresa la Corsica). La Francia metropolitana è contrapposta ai territori francesi d'oltremare, cioè parti della Repubblica francese situate al di fuori dell'Europa.

## Descrizione
L'uso di questa espressione, che prende il nome di francisme, sottende un uso improprio del linguaggio (a meno che non si parli della Francia prima del 1962 e dell'indipendenza d'Algeria), in quanto la Métropole, si opponeva, per legge, all'impero coloniale francese, ma le collettività d'oltremare (e prima di queste ai DROM-TOM) non sono giuridicamente più colonie dal 1946 con la Costituzione francese, che ha creato l'Unione francese. Il termine giuridico esatto (che si trova nei trattati dell'Unione europea, per esempio) è Territorio europeo della Francia (in francese Territoire européen de la France).
Il termine Territorio europeo della Francia indica la parte di Repubblica francese che si trova in Europa intesa come continente e/o regione geografica, non come Unione europea, perché sia la Francia metropolitana sia i DROM ne fanno parte.

Un esagono sovrapposto alla mappa della Francia continentale

La Francia metropolitana copre 551500 km², pari all'80% del territorio totale del territorio del paese. Al 2011, la sua popolazione ammontava a 63 136 180 di abitanti, pari al 96% del totale. Il 1º marzo 2008, il territorio metropolitano ha 36 571 dei 36 783 comuni della Francia, pari al 99,42%.
Il termine Francia continentale (in francese France continentale) è talvolta usato per descrivere il territorio della Francia metropolitana, esclusa la Corsica e le altre isole. È anche questo un abuso di linguaggio, in quanto la Guyana francese si trova in un continente, il Sud America, e la Terra Adelia si trova in Antartide, anche se in seguito all'entrata in vigore del Trattato Antartico nel 1961 la rivendicazione francese su di essa è in quiescenza.
I francesi che dalla Francia metropolitana, per lavoro, turismo o espatriati si trovano nella Francia d'oltremare sono colloquialmente chiamati Metros (più elegante) o Zoreilles (più dispregiativo). Data la forma grossolanamente esagonale (tre confini terrestri a Nord-Est, Est e Sud-Ovest e altrettanti confini marittimi con Atlantico ad Ovest, Manica a Nord e Mediterraneo) a Sud, la Francia continentale europea viene anche chiamata l'Hexagone.